# Szalay Imre (politikus)
Szalai Szalay Imre Ignác (Dég, Veszprém megye, 1846. február 2. – Lelle, 1902. február 21.) földbirtokos, országgyűlési képviselő, vadász, borász, író. Testvérei Szalay Károly ügyvéd, országgyűlési képviselő és 
felsőpataki Bosnyák Gusztávné szalai Szalay Jozefa (1839–1919) voltak.

## Élete
Atyja, Szalay József, anyja Litsek Karolina volt. Iskoláit Veszprémben, Székesfehérváron és Pesten végezte; ezek után Batthyány Fülöp herceg enyingi uradalmában gazdasági praxison volt; később Lellén (Somogy megye), ősi birtokán gazdálkodott. Hosszabb utazásokat tett, szőlészeteket-borászatokat tanulmányozott Franciaországban, a Rajna mellett és Ausztriában. 1875-ben a lengyeltóti kerület képviselőjének választotta, mely kerületét hat cikluson át képviselte 1896-ig. A parlamentben rendszeresen felszólalt a szőlészeti és borászati kérdésekben, a gyártott borokra vonatkozó törvény alkotását ő szorgalmazta, s magát a törvényjavaslatot is ő terjesztette elő 1876-ban. Boraival Párizs, Bordeaux, Bécs, Antwerpen és Trieszt kiállításain arany és ezüst érmeket nyert, a bécsi kiállítás alkalmával 1890-ben Magyarország borkiállítását rendezte, melyért királyi elismerést nyert. Az országos filoxéra-bizottság tagjai közé választották és az elsők között volt, aki a balatonmelléki homokon szőlőt ültetett. Szakértő volt a bortermelésben és lellei pincéjének híre messze eljutott. Lellén külön kis fürdőtelepet létesített. A balatoni vitorlasport föllendüléséért is sokat tett. Sokat utazott; ismerte Európának minden államát; gyakran járt Afrikában és Kelet-Indiában: Bombay-ban, Ceylon szigetén (1895–96), ahol hosszabb ideig tartózkodott és mint szenvedélyes vadász és gyűjtő tengernyi vadászati trófeával és igen érdekes néprajzi gyűjteménnyel tért vissza. Sőt vadon élő állatokat is hozott magával vadászkalandjaiból, illetve vásárolt útjai során.
Szalay Imre 1902. február 21-én reggel 9 órakor hosszas szenvedés után meghalt Lellén. Halálát a trópusi klíma alatt szerzett szívbaj, majd a később fellépő vesebaj okozta. Március 2-án temették el a Szalay család sírboltjába a lellei temetőben.
Cikkei a Vadász- és Versenylapban (1869: Balatonmenti vadászrajzok, 1870: Minerva egy harczias madara, Fürj- és fogoly-idény a Balaton mellékéről, A sárszalonka ismertetéséhez, 1871: Rövid észrevételek a vadásztörvényjavaslathoz, Szalonka-idény a Balaton mellékén, A nagy suboly, strixbuto, gondozásáról és tanításáról, 1872: Az őzek valódi üzekedési ideje, 1874: Balaton-löllei levél stb.); a Vasárnapi Ujságban (1895: Kirándulás az Ápis-sírokhoz Egyptomban); a Budapesti Hírlapban (1897. 29. száma: Fakir-negyed Bombayban) jelentek meg.

## Munkái
- Török vendégeink elé Rustsukig és velök vissza Pestre. Jeiteles Herman ny. Kaposvár, 1877.
- Vitorlás kalandok a Balatonon. Budapest, 1885. (Herkules Könyvtár III.).
- A burgonya termelése. Budapest, 1889.
- A pyramisok hazájából. Utazási emlék. Singer és Wolfner, Budapest, 1895. 151 o. Online OSZK-MEK
- A rubinok hazájából. (Ceylon). 16 fénynyomatú melléklettel. Athenaeum, Budapest, 1897. 134 o. Ismertetés képekkel. Biró Dániel ELBIDA projekt. Megtekintve 2023-07-26 Archiválva

## Emlékezete
- 2021 óta a Szalay család címerével díszített, földszintes, 1838-ban klasszicista stílusban átépített kastélyban, mely művelődési ház és Afrika Múzeum (Somssich Pongrác (1920–2013) gróf, híres Afrika-vadász trófeagyűjteményével), enteriőrt rendeztek be a családi emlékek idézésére, s évi rendszerességgel „Szalay Napokat” tartanak.[5]